# Їлань (повіт, Тайвань)
Їлань (кит. трад. 宜蘭縣, піньїнь: Yílán Xiàn) — один з повітів провінції Тайвань Китайської Республіки. Площа  2 144 км². Населення станом на 2009 рік — 460 908 осіб. Адміністративний центр — місто Їлань.

## Географія
Розташований у північно-східній частині острова. Межує з містами Сіньбей (на півночі) і Тайчжун (на південному заході), а також з повітами Таоюань і Сіньчжу (на заході), Хуалянь (на півдні).

## Історія
Довгий час це були землі, населені народністю кавалан. На початку XVII століття під час іспанської спроби колонізації Тайваню тут побували іспанські кораблі. Коли в кінці XVII століття Тайвань увійшов до складу Цінської імперії, то ці землі формально стали частиною повіту Чжуло (诸罗县). У другій половині XVIII століття У Ша зумів заснувати тут поселення і почати китайську колонізацію цих місць. У 1812 році був утворений комісаріат (噶玛兰厅), підпорядкований Тайванської управі. У 1875 році комісаріат був перетворений в повіт Їлань.
У 1895 році Тайвань був переданий Японії, і японці встановили свою систему адміністративно-територіального поділу. У роки Другої світової війни був базою камікадзе.
Після капітуляції Японії в 1945 році Тайвань був повернутий під юрисдикцію Китаю. У 1950 році відбулася реформа адміністративно-територіального поділу, і повіт був відтворений.

## Адміністративний поділ
До складу повіту входять одне місто повітового підпорядкування, 3 міські волості і 8 сільських волостей.
| Назва                            | Оригінал | Населення (2020, оцінка) | Розташування |
| Міста повітового підпорядкування |          |                          |              |
| Їлань                            | 宜蘭市   | 95 395                   |              |
| Міські волості                   |          |                          |              |
| Лодун                            | 羅東鎮   | 71 484                   |              |
| Суао                             | 蘇澳鎮   | 38 864                   |              |
| Тоучен                           | 頭城鎮   | 28 819                   |              |
| Сільські волості                 |          |                          |              |
| Датун                            | 大同鄉   | 6137                     |              |
| Дуншань                          | 冬山鄉   | 53 024                   |              |
| Цзяосі                           | 礁溪鄉   | 35 274                   |              |
| Наньао                           | 南澳鄉   | 5954                     |              |
| Саньсін                          | 三星鄉   | 21 215                   |              |
| Уцзе                             | 五結鄉   | 40 297                   |              |
| Юаньшань                         | 員山鄉   | 32 258                   |              |
| Чжуанвей                         | 壯圍鄉   | 24 366                   |              |